# Brochis
Brochis is een geslacht van straalvinnige vissen uit de familie van de pantsermeervallen (Callichthyidae).

## Soorten
- Brochis britskii Nijssen & Isbrücker, 1983
- Brochis multiradiatus (Orcés V., 1960)
- Brochis splendens (Castelnau, 1855)